# Abraham Sighoko Fossi
Abraham Sighoko Fossi, premier pharmacien de la ville de Mbalmayo au sud du Cameroun est un écrivain et le fils du résistant camerounais Jacob Fossi.

## Biographie

### Enfance, éducation et débuts
Abraham Sighoko Fossi naît en 1945 et grandit dans une famille polygame avec un père - Jacob Fossi - engagé politiquement auprès de l'UPC, faisant partie des premiers lettrés en pays bamiléké et qui est marié à 17 femmes. 7 qu'il a héritées de son père et 10 qu'il s'est lui-même choisies. 
Ne pouvant avoir son père tous les jours dans cette famille élargie, c'est principalement auprès de sa mère et dans la case de celle-ci qu'Abraham passe son enfance. Ses bons résultats scolaires font qu'il est un enfant estimé par son père, tout comme ses autres demi-frères à l'exemple d'Hippolyte, frère de Louise Mekah, sa demi-sœur. Ils  grandissent à Bafoussam.
À l'age de 9 ans, selon la biographie de sa fille, ou plus probablement 12 ans selon le journal de la gendarmerie du Cameroun (qui mentionne le 9 mai 1957 comme date du décès de André Houtarde), il perd son père lors d'une mort tragique. 
Il est diplômé de la Faculté de Pharmacie de Toulouse après des études primaires et secondaires au Cameroun.

### Carrière
A la trentaine, Abraham Sighoko fait une chute qui l'oblige à se déplacer en béquilles. 
Il sera le seul pharmacien à Mbalmayo. Il exerce le métier en y ouvrant la première officine avant de quitter précipitamment cette ville avec des enfants en bas âge. L'engagement politique de son défunt père faisant de lui un suspect auprès des autorités. Il s'installe à Bafoussam où il ouvre la pharmacie des martyrs. 

### Vie privée
Marié à Nicole Kameni, ils divorcent en septembre 1983 et il obtiendra la garde de ses filles.

### Œuvres
Il est l'auteur de 2 ouvrages :
- Papa s'appelait Fossi Jacob: itinéraire d'un martyr de l'indépendance du Cameroun[3].  Est un livre en hommage à son père et décrit la légende de sa mort héroïque.
- Discours politiques[4] est un recueil de discours politiques de Ruben Um Nyobe, Félix-Roland Moumié, Abel Kingué, Ernest Ouandié, Osende Afana de 1951 à 1959 au Cameroun. Avec un éclairage sur la période violente du maquis.